# 200 aC
El 200 aC va ser un any del calendari romà pre-julià. A l'Imperi Romà es coneixia com l'Any del Consolat de Màxim i Cotta (o també any 554 Ab urbe condita). La denominació 200 aC per a aquest any s'ha emprat des de l'edat mitjana, quan el calendari Anno Domini va esdevenir el mètode prevalent a Europa per a anomenar els anys.

## Esdeveniments
- Consolat de Publi Sulpici Galba Màxim i Gai Aureli Cota.[2]
- Inici de la Segona Guerra Macedònica, entre Macedònia i Roma.[3]
- El cònsol Publi Sulpici va enviar al general Gai Claudi Centó a aixecar el setge d'Atenes, rodejada per un Exèrcit macedoni en la guerra contra Filip V de Macedònia, i ho va aconseguir.[4]
- Batalla de Cremona entre la República Romana i els gals.[5]
- Data possible de la generalització de les bacanals a Roma.[6]
- Inici del regnat de Demetri I de Bactriana.[7]